# Grönvingad sångare
Grönvingad sångare (Phylloscopus umbrovirens) är en huvudsakligen afrikansk fågel i familjen lövsångare inom ordningen tättingar. Den förekommer i bergsskogar i stora delar av östra Afrika, men även på sydvästra Arabiska halvön. Arten minskar i antal, men beståndet anses vara livskraftigt.

## Kännetecken

### Utseende
Grönvingad sångare är en mycket liten färglös tätting men medelstor lövsångare med en kroppslängd på 10-11 centimeter. Den är rätt kompakt, jämnstor med gransångare men något större och kraftigare. Ovansidan är varmbrun med tydligt gulgröna kanter på vingtäckare, vingpennor och stjärt. Undersidan är beigegrå till smutsvit, med rödbrun anstrykning på flanker och undergump. I ansiktet syns ett otydligt beige ögonbrynsstreck. Näbben är tunn och spetsig, benen mörka.

### Läte
Sången är högljudd och explosiv, innehållande drillande toner påminnande om svartmes eller entita. Den avslutas lövsångarlikt fallande men i form av en snabb drill. Lätet är rätt långt, fallande och metalliskt.

## Utbredning och systematik
Grönvingad sångare förekommer huvudsakligen i östra Afrika, men även i ett bestånd på sydvästra Arabiska halvön. Den delas in i nio underarter med följande utbredning:
- Phylloscopus umbrovirens yemenensis – förekommer på sydvästra Arabiska halvön

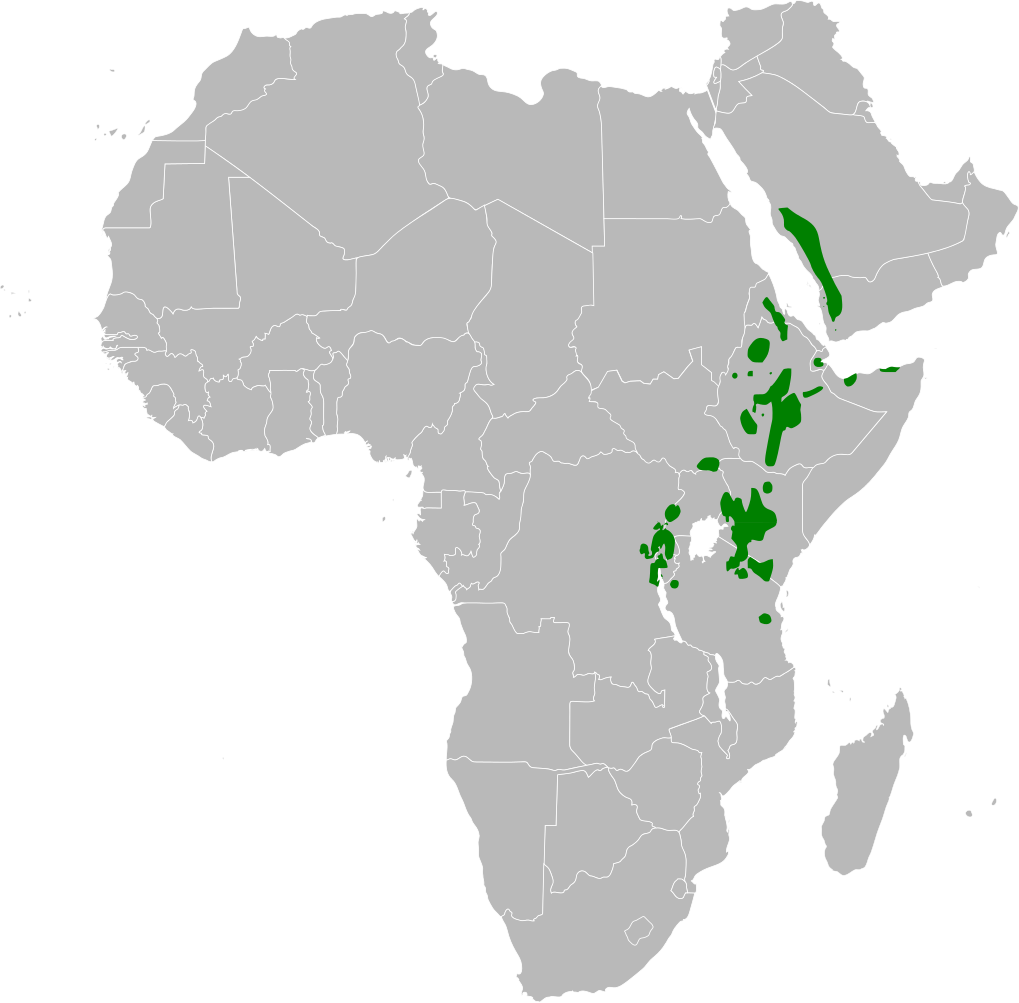
Utbredningsområdet för grönvingad sångare i grönt.

- Phylloscopus umbrovirens umbrovirens – förekommer i Eritrea till Etiopien och nordvästra Somalia
- Phylloscopus umbrovirens omoensis – förekommer i västra och södra Etiopien
- Phylloscopus umbrovirens williamsi – förekommer i norra Somalia (Erigavedistriktet)
- Phylloscopus umbrovirens mackenzianus – förekommer i södra Sydsudan, norra och östra Uganda och centrala Kenya
- Phylloscopus umbrovirens dorcadichroa – förekommer från sydöstra Kenya till norra Tanzania
- Phylloscopus umbrovirens alpinus – förekommer i Ruwenzoribergen i nordöstra Kongo-Kinshasa och sydvästra Uganda
- Phylloscopus umbrovirens wilhelmi – förekommer från östra Kongo-Kinshasa till Rwanda och sydvästra Uganda (Kivu Volcanoes)
- Phylloscopus umbrovirens fugglescouchmani – förekommer i östra Tanzania (Ulugurubergen)

### Släktestillhörighet och släktskap
DNA-studier visar att släktet Phylloscopus är parafyletiskt gentemot Seicercus. Dels är ett stort antal Phylloscopus-arter närmare släkt med Seicercus-arterna än med andra Phylloscopus (däribland grönvingad sångare), dels är inte heller arterna i Seicercus varandras närmaste släktingar. Olika taxonomiska auktoriteter har löst detta på olika sätt. De flesta expanderar numera Phylloscopus till att omfatta hela familjen lövsångare, vilket är den hållning som följs här. Andra flyttar bland andra grönvingad sångare till ett expanderat Seicercus. Grönvingad sångare utgör en klad tillsammans med övriga afrikanska arter i släktet, där närmast släkt med rostkronad sångare.

### Familjetillhörighet
Lövsångarna behandlades tidigare som en del av den stora familjen sångare (Sylviidae). Genetiska studier har dock visat att sångarna inte är varandras närmaste släktingar. Istället är de en del av en klad som även omfattar timalior, lärkor, bulbyler, stjärtmesar och svalor. Idag delas därför Sylviidae upp i ett antal familjer, däribland Phylloscopidae. Lövsångarnas närmaste släktingar är familjerna cettior (Cettiidae), stjärtmesar (Aegithalidae) samt den nyligen urskilda afrikanska familjen hylior (Hyliidae).

## Levnadssätt
Grönvingad sångare är en vanligt förekommande fågel i bergsskogar upp till 4.300 meters höjd, i bambu, trädljung och enskog, men även  i wadis och kanjoner med buskar och frodig växtlighet. Den är mycket aktiv. Under häckningen ses den enstaka eller i par, men utanför häckningstiden formar den gärna flockar med andra småfåglar.

## Status och hot
Arten har ett stort utbredningsområde, men tros minska i antal, dock inte tillräckligt kraftigt för att den ska betraktas som hotad. Internationella naturvårdsunionen IUCN listar arten som livskraftig (LC).  Världspopulationen har inte uppskattats men den beskrivs som vanlig eller lokalt mycket vanlig.